# Thủ công nghiệp Đại Việt thời Trần
Thủ công nghiệp Đại Việt thời Trần phản ánh sự phát triển thủ công nghiệp thời nhà Trần trong lịch sử Việt Nam.

## Thủ công nghiệp nhà nước

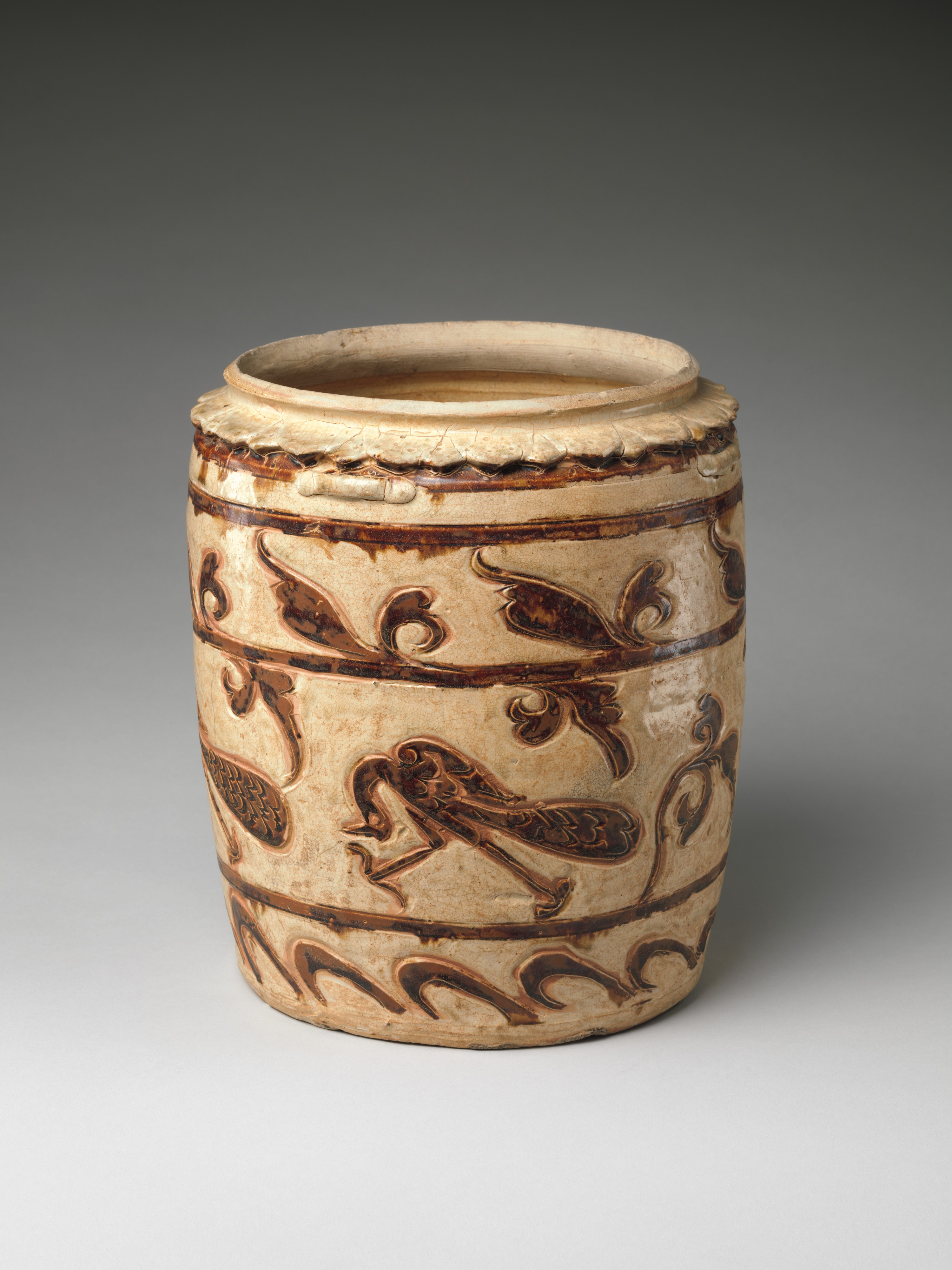
Bình gốm hoa nâu thời Trần, thế kỷ XIII.

Kế tục nhà Lý, nhà Trần tiếp tục xây dựng quan xưởng. Thủ công nghiệp nhà nước gồm nhiều ngành nghề khác nhau.
- Nghề gốm:

Đây là một bộ phận quan trọng của quan xưởng. Kết quả khảo cổ cho nhiều phế tích ở Thiên Trường. Trên địa phận thôn Bối xã Mỹ Thịnh (ngoại thành Nam Định) xưa thuộc hương Tức Mặc, các nhà khảo cổ tìm thấy nhiều chồng bát đĩa, bao nung và vết tích lò gốm. Lò gốm quan xưởng chủ yếu sản xuất đồ dùng thiết yếu như bát, đĩa, chén, đồ thờ cúng hoặc vật liệu xây dựng như gạch, ngói.
- Nghề dệt:

Nghề dệt được triều đình chú trọng, đặt ngay trong cung đình. Đồ dệt của vua chủ yếu là tơ tằm.
- Chế tạo vũ khí:

Các quan xưởng chế tạo vũ khí phục vụ cho quân đội. Thợ làm việc ở đây đều có thân phận thấp kém, được gọi chung là quan nô. Họ bị cưỡng bức lao động và bị lệ thuộc vào triều đình.
Sản phẩm những người thợ này làm ra để phục vụ triều đình chứ không phải sản phẩm tiêu thụ trên thị trường. Ngoài ra, triều đình còn trưng dụng những người thợ giỏi để phục vụ cho các công trình lớn.

## Thủ công nghiệp nhân dân

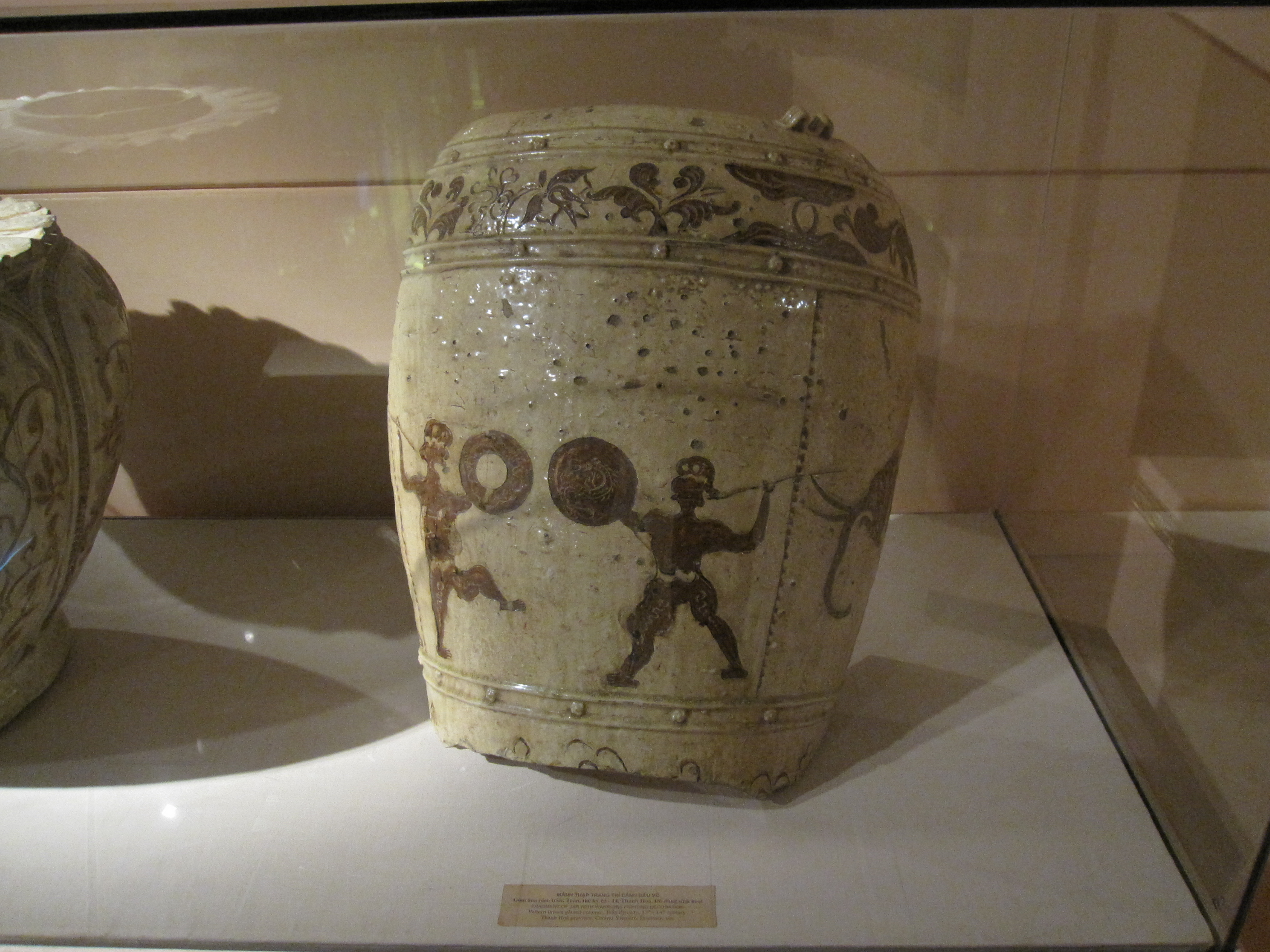
Mãnh bình gốm thời Trần.

Đây là bộ phận quan trọng và phổ biến của tiểu thủ công. Họ là những hộ sản xuất sản phẩm thủ công nghiệp mang trao đổi, buôn bán tại các chợ, phố, lị sở, các chợ phủ lộ và kinh thành Thăng Long.
Các ngành nghề chính trong nhân dân gồm có:
- Nghề gốm: sản xuất đồ sinh hoạt hằng ngày của nhân dân. Nổi tiếng nhất là làng Bát Tràng[1], Thổ Hà, Phù Lãng[2].
- Nghề rèn sắt: Nhiều làng rèn chuyên nghiệp đã hình thành thời Trần. Tại các phủ Diễn Châu, Nghệ An có 2 làng Tùng Lâm và Hoa Chàng. Lò rèn được đặt ở nơi gần quặng sắt là núi Trường Sắt cách Nho Lâm 10 km về phía nam. Cuối thế kỷ 14, nghề rèn sắt truyền từ Hoa Chàng (Hà Tĩnh) ra làng rèn Hoa Chàng mới (Vân Chàng, Nam Định).
- Nghề đúc đồng: Có vị trí khá quan trọng. Trung tâm đúc đồng tại làng Bưởi (tức làng Đại Bái, Gia Lương, Bắc Ninh). Người thợ đúc đồng ở đây tạo ra nhiều sản phẩm từ tượng Phật, đồ thờ đến đồ gia dụng
- Nghề làm giấy và in: Nhu cầu giao lưu văn hóa thúc đẩy ngành này ngày càng phát triển và mở rộng.
- Nghề mộc và xây dựng: Nghề mộc tạo đồ dùng gia đình, đồ thờ cúng và tạo dựng nhà ở. Các thành tựu lớn nhất của hai ngành này là các công trình kiến trúc ở kinh thành Thăng Long, Tức Mặc, các phủ đệ Vạn Kiếp.
- Nghề khai khoáng: Hầu hết các mỏ khai thác ở phía tây và phía bắc như Thái Nguyên, Lạng Sơn, Quảng Oai, Tuyên Hóa. Các mỏ kim loại khai thác gồm có vàng, bạc, đồng, chì, thiếc, diêm tiêu.